# Рачинский, Константин Александрович
Константин Александрович Рачинский (20 марта (1 апреля) 1838 — 1909) — магистр физики, директор Московского сельскохозяйственного института.

## Биография
Происходил из дворянского рода Смоленской губернии Рачинских. Родился в родовом имении Татево Бельского уезда Смоленской губернии. Его отец — А. А. Рачинский, мать — сестра поэта Е. А. Баратынского, Варвара Абрамовна. Был младшим в семье; один из старших братьев — известный педагог С. А. Рачинский.
Получил домашнее начальное образование. В 1854 году поступил на физико-математический факультет Московского университета. За кандидатское сочинение на тему «Теория колебания струны» получил золотую медаль и по окончании курса первым кандидатом был оставлен на кафедре физики для приготовления к профессуре. Через некоторое время, после сдачи магистерского экзамена, был командирован на два года за границу, в Гейдельберг. После возвращения в Россию, адъюнкт Константин Александрович Рачинский со своим братом Сергеем Александровичем, также адъюнктом московского университета, в 1861 году «изъявили желание жертвовать ежегодно из своего жалованья каждый по 500 руб. серебром на отправление за границу для усовершенствования в математических и естественных науках молодых людей по назначению физико-математического факультета». На эти средства в 1862 году был командирован за границу Александр Столетов.
В 1862 году, для получения степени магистра физики, Константин Рачинский представил в Московский университет исследование «Об отражении поляризованного света от поверхности прозрачных тел» (М.: Унив. тип., 1862. — 43 с.). В этом же году он женился на Марии Александровне Дараган. Мать Марии Александровны имела значительные поместья, требовавшие большого внимания и в 1864 году К. А. Рачинский был вынужден уехать в поместье жены Рубанка Конотопского уезда Черниговской губернии. С самого начала открытия земских учреждений Константин Александрович Рачинский стал уездным и губернским гласным; был выбран почётным мировым судьей; три года был членом губернской земской управы.
В 1877 году он овдовел. Воспитание детей, сына и дочери, взяла на себя его сестра — Варвара Александровна Рачинская (1836—1910), переехавшая к ним в деревню. В 1894 году он неожиданно получил предложение от министра земледелия и государственных имуществ А. С. Ермолова занять должность директора Московского сельскохозяйственного института, который открылся 6 июня 1894 года вместо только что упраздненной Петровской сельскохозяйственной академии — спустя 30 лет состоялось его возвращение в Москву. Институтом он руководил до весны 1904 года. Совет Московского сельскохозяйственного института во внимание к заслугам избрал его своим почётным членом. , потом, Передав черниговское имение своему сыну Александру Константиновичу, он отправился доживать последние годы в родовое имение Татево, где и скончался летом 1909 года.

## Семья

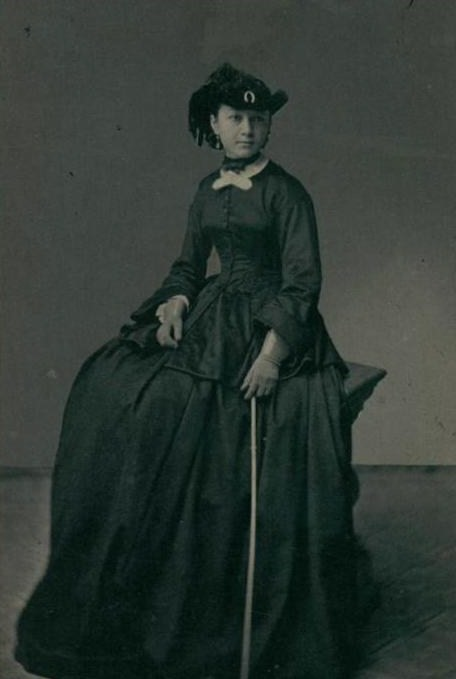
Мария Александровна

Жена: Мария Александровна Дараган (ум. 1877), единственная дочь полковника л.-гв. Конно-Гренадерского полка Александра Михайловича Дарагана (1808—после 1844) от брака его с Анной Евгеньевной Кромида (1823—1898); овдовев, вышла замуж за Н. Г. Фролова.
Дочь: Мария (29 сентября (11 октября) 1865 — 2 (15) июля 1900,  после окончания женской частной классической гимназии С. Н. Фишер поступила в первый женский колледж Кембриджского университета, курс которого окончила по факультету математики. В июле 1895 года она вышла замуж за графа Сергея Львовича Толстого — сына писателя. Александра Львовна Толстая писала: «Большой радостью для всей семьи была женитьба Сергея на Мане Рачинской, дочери директора знаменитой сельскохозяйственной Петровской Академии. Трудно было себе представить застенчивого, скрытного, стыдящегося выражения всяких чувств, некрасивого Сережу, ухаживающим за хорошенькой, привлекательной девушкой, Маней Рачинской. Танина подруга была прелестна, умна, мила, образована (она окончила университет в Англии)». Но уже после свадебного путешествия они разошлись (19 ноября 1896 года), а в июле 1897 года родился сын, Сергей — А. Л. Толстая отмечала: «Никто не знал настоящей причины, почему неожиданно Маня, которую так ласково приняли в семью, которую Сергей так любил, неожиданно его бросила. Кругом делалось, как всегда, много предположений, обвиняли Маню, гадко сплетничали. Сергей молчал». После родов она заболела чахоткой; в 1898 году уехала лечиться за границу, где и умерла (в Англии).
Сын: Александр (ок. 1867 — 1930?) — черниговский губернский предводитель дворянства, член Государственного Совета Российской империи, член Поместного собора 1917—1918 гг..